# Stackpole and Castlemartin
Stackpole and Castlemartin är en community i Pembrokeshire i Wales. Communityn har 632 invånare (2011).
Den bildades 2012 genom en sammanslagning av Stackpole och Castlemartin communities.